# Onthophagus alluvius
Onthophagus alluvius là một loài bọ cánh cứng trong họ Bọ hung (Scarabaeidae).